# Гослюб
Гослюб (пол. Goślub) — село в Польщі, у гміні Пйонтек Ленчицького повіту Лодзинського воєводства.
Населення — 158 осіб (2011).
У 1975-1998 роках село належало до Плоцького воєводства.

## Демографія
Демографічна структура станом на 31 березня 2011 року:
|          | Загалом | Допрацездатний вік | Працездатний вік | Постпрацездатний вік |
| -------- | ------- | ------------------ | ---------------- | -------------------- |
| Чоловіки | 87      | 25                 | 55               | 7                    |
| Жінки    | 71      | 7                  | 43               | 21                   |
| Разом    | 158     | 32                 | 98               | 28                   |